# Calyptrophora japonica
Calyptrophora japonica is een zachte koraalsoort uit de familie Primnoidae. De koraalsoort komt uit het geslacht Calyptrophora. Calyptrophora japonica werd in 1866 voor het eerst wetenschappelijk beschreven door John Edward Gray.